# Chiang Feng-chung
Chiang Feng-chung (姜鳳君T, Jiāng FèngjūnP; Kaohsiung, 25 ottobre 1981) è un'ex cestista taiwanese.

## Carriera
Con Taiwan ha disputato due edizioni dei Campionati mondiali (2002, 2006).